# 2014年ソチオリンピックのポーランド選手団
2014年ソチオリンピックのポーランド選手団（2014ねんソチオリンピックのポーランドせんしゅだん）は、2014年2月7日から23日までロシアのソチで開催された2014年ソチオリンピックのポーランド選手団、およびその競技結果。

## 概要
今大会は金メダル4個、銀メダル1個、銅メダル1個の合計6個のメダルを獲得した。
スキージャンプでは、カミル・ストッフが男子個人ノーマルヒルと男子個人ラージヒルを制し、史上3人目のジャンプ競技個人種目2冠を達成した。

## メダル
| メダル | 選手名                                                                                          | 競技                   | 種目                 |
| ------ | ----------------------------------------------------------------------------------------------- | ---------------------- | -------------------- |
| 金     | ユスチナ・コヴァルチック                                                                        | クロスカントリースキー | 女子10kmクラシカル   |
| 金     | カミル・ストッフ                                                                                | スキージャンプ         | 男子個人ノーマルヒル |
| 金     | カミル・ストッフ                                                                                | スキージャンプ         | 男子個人ラージヒル   |
| 金     | ズビギニェフ・ブロドカ                                                                          | スピードスケート       | 男子1500m            |
| 銀     | カタジナ・バフレダクルス ナタリア・チェルヴォンカ カタジナ・ボズニアク ルイザ・ズウォトコフスカ | スピードスケート       | 女子団体パシュート   |
| 銅     | ズビグニエフ・ブルトカ コンラット・ニエジビエズキ ヤン・シマンスキ                              | スピードスケート       | 男子団体パシュート   |